# Unterentfelden

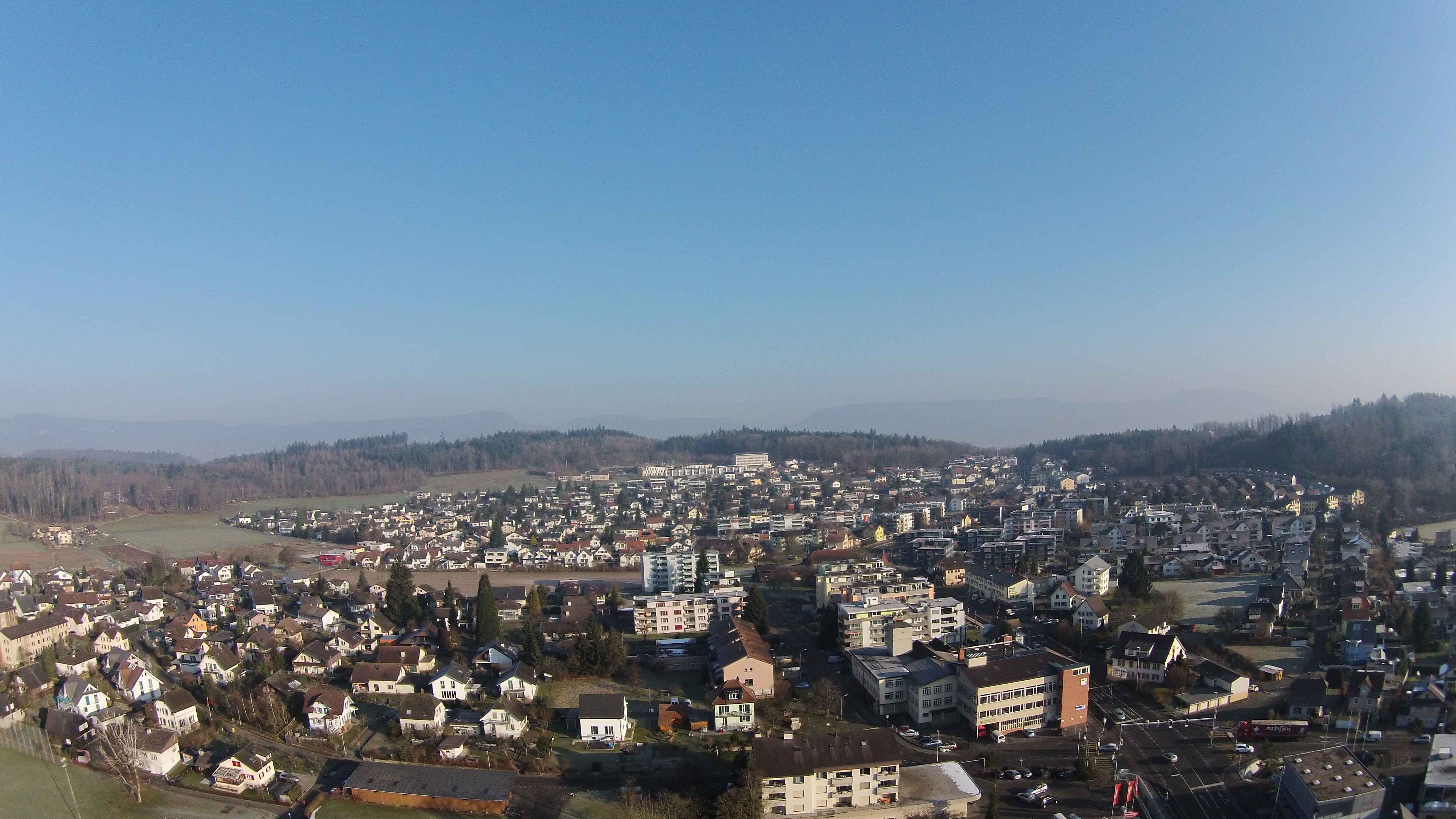
Vy över Unterentfelden.

Unterentfelden (schweizertyska: Onderäntfälde) är en ort och kommun i distriktet Aarau i kantonen Aargau, Schweiz. Kommunen har 4 579 invånare (2023).